# Schiaparelli (engin spatial)
Pour les articles homonymes, voir Schiaparelli.
Schiaparelli ou ExoMars EDM (EDM pour ExoMars Entry, Descent and Landing Demonstrator Module) est un atterrisseur expérimental développé par l'Agence spatiale européenne (ESA), qui s'est écrasé à l'atterrissage sur la planète Mars le 19 octobre 2016, en raison de l'échec de la procédure de freinage. La mission de Schiaparelli devait permettre de valider les techniques de rentrée atmosphérique et d'atterrissage qui seront mises en œuvre par de futures missions martiennes européennes. L'engin spatial est développé dans le cadre du programme ExoMars de l'ESA, avec la participation de l'agence spatiale russe Roscosmos.
Schiaparelli est lancé le 14 mars 2016 par une fusée russe Proton avec l'orbiteur martien ExoMars Trace Gas Orbiter, qui assure son transport jusqu'à proximité de Mars. Le 19 octobre 2016, il entame sa descente vers le sol martien mais tout contact est perdu peu après le largage du bouclier thermique et une trentaine de secondes avant l'atterrissage. L'orbiteur de la NASA MRO parvient à photographier les traces de l'impact de Schiaparelli qui s'est écrasé à quelques kilomètres du centre de la zone d'atterrissage prévue.
L'engin spatial d'une masse totale de 577 kg utilisait un véhicule de descente équipé d'un bouclier thermique le protégeant de la chaleur générée par la rentrée atmosphérique à grande vitesse, d'un parachute déployé une fois la vitesse tombée à Mach 2, et enfin, de moteurs-fusées à ergols liquides qui devaient lui permettre de se poser en douceur. Il emportait également une petite charge utile scientifique, mais sa durée de vie prévue sur le sol martien était limitée par la capacité de ses batteries qui n'étaient pas rechargeables.

## Contexte

### Le programmeAurora
Au début des années 2000, un projet d'astromobile martien européen ExoMars est mis à l'étude. Ce projet ambitieux est repoussé à plusieurs reprises car il nécessite à la fois des moyens financiers importants et la maitrise des techniques d'atterrissage sur Mars. Il est inscrit en 2005 comme mission majeure (Flagship mission) du Programme ExoMars.

### Définition de la charge utile: abandon de la suite instrumentale Humboldt (GEP)
ExoMars EDM est un atterrisseur fixe prévu à l'origine pour transporter un groupe de onze instruments dénommés collectivement « ensemble instrumental Humboldt », anciennement « GEP » (Geophysical and Environmental Payload, soit charge utile géophysique et environnementale), qui serait consacré à l'étude géophysique de l'intérieur profond de la planète. Mais au premier trimestre 2009, une revue de confirmation de la charge utile a entraîné la réévaluation du nombre d'instruments de l'atterrisseur et la suite Humboldt a été annulée : le maître d'œuvre industriel ne pouvant pas converger sur une solution technique, cette suite d'instruments ne sera finalement pas embarquée. Cette suite d'instruments fixes, dédiés à la géophysique interne et à l'étude de l'environnement, devait mesurer des propriétés géophysiques de première importance pour comprendre Mars et son habitabilité à long terme, telles que l'activité sismique, tectonique et volcanique, et la mesure du flux de chaleur interne. Cet ensemble instrumental devait également s'intéresser au rayonnement ultraviolet, à l'étude de la poussière, de l'humidité et comprendre un bras météorologique. Il devait être capable de survivre plusieurs années sur Mars, afin de mesurer des variations à long terme de l'environnement, et permettre d'initier un futur réseau de stations scientifiques à la surface de Mars.

### Échec du partenariat avec la NASA
En octobre 2009, la NASA et l'Agence spatiale européenne associent leurs projets d'exploration de la planète Mars dans le cadre de l'Initiative conjointe d'exploration de Mars. La première matérialisation de cet accord est le programme ExoMars, qui prévoit le développement de quatre engins spatiaux :
- ExoMars Trace Gas Orbiter (TGO) est un orbiteur sous la responsabilité de l'ESA qui a pour mission primaire d'identifier l'origine du méthane et d'autres gaz rares présents dans l'atmosphère martienne ;
- ExoMars EDM ;
- le rover ExoMars est un astromobile européen qui doit rechercher la présence de vie sur Mars et étudier la surface de la planète pour y détecter des indices de présence d'eau ;
- MAX-C est un astromobile développé par la NASA qui doit pouvoir rechercher des indices de la vie, prélever des carottes dans le sous-sol martien et les stocker pour une future mission de retour d'échantillon sur Terre qui reste à définir.

La seconde partie du programme, baptisée ExoMars 2018, devait être lancée en 2018 par une unique fusée et comprendre le lancement des deux astromobiles qui devront effectuer l'atterrissage en partageant le même module de descente. Le constructeur franco-italien Thales Alenia Space a été retenu pour la construction d'ExoMars TGO et d'ExoMars EDM.
Mais en 2011, la NASA subit à la fois des restrictions budgétaires liées à la crise économique en cours et un énorme dépassement de son projet de télescope spatial James-Webb. Pour faire face à ses problèmes de financement, l'agence spatiale américaine se dégage d'abord en partie du programme Exomars, avant d'abandonner complètement sa participation.

### Nouveau partenariat avec Roscosmos
L'ESA ne pouvant supporter seule le coût du programme, elle fait appel à l'agence spatiale russe Roscosmos, qui vient de subir l'échec de sa sonde spatiale martienne Phobos-Grunt. En mars 2012, l'ESA officialise son partenariat avec Roscosmos. Les termes de l'accord prévoient que l'agence spatiale russe fournisse des fusées Proton pour les lancements de 2016 et 2018. En novembre 2013, l'atterrisseur est baptisé Schiaparelli, en l'honneur de l'astronome italien Giovanni Schiaparelli auteur d'une première cartographie de la planète Mars.

## Objectif de la mission: la mise au point des techniques d'atterrissage sur Mars
L'un des principaux objectifs assignés aux missions spatiales à destination de la planète Mars est la recherche de traces de vie passée ou actuelle. L'approche la plus pertinente pour cette recherche est d'effectuer des investigations sur le sol martien. Mais la réalisation d'un atterrissage contrôlé sur la planète rouge est un exercice difficile, comme l'ont prouvé les nombreux échecs de missions martiennes. L'Agence spatiale européenne, qui n'a jusqu'à présent jamais posé une mission sur le sol martien, veut acquérir cette expertise à l'aide de ExoMars EDM. Cet engin doit permettre de valider les différentes techniques mises en œuvre durant la rentrée atmosphérique, la descente puis l'atterrissage. Les solutions et dispositifs techniques testés sont les suivants :
- le bouclier thermique ablatif réalisé en liège Norcoat (mélange de résine et de liège) ; celui-ci doit résister à une température de 1 850 °C ;
- des capteurs (groupes d'instruments COMARS+), qui doivent permettre de déterminer comment se comporte la surface externe du module Schiaparelli durant la rentrée atmosphérique ;
- un parachute à fentes de 12 mètres de diamètre, chargé de ralentir le module dans l'atmosphère de Mars ;
- une caméra embarquée (DECA) qui, après l'éjection du bouclier thermique, doit prendre des images de la descente et de l'atterrissage ;
- un appareil enregistreur de vitesse et un altimètre utilisant un radar Doppler doivent déterminer la vitesse et l'altitude du module afin de moduler la poussée des rétrofusées jusqu'à ce que Schiaparelli soit à une altitude de deux mètres.

| Caractéristiques                                  | Schiaparelli (2016) | Viking (1975)           | Mars Pathfinder (1996)    | MER (2003)               | MSL (2011)                 |
| ------------------------------------------------- | ------------------- | ----------------------- | ------------------------- | ------------------------ | -------------------------- |
| Masse au début de la rentrée atmosphérique        | 600 kg              | 992 kg                  | 584 kg                    | 827 kg                   | 3 299 kg                   |
| Masse à l'atterrissage                            | 300 kg              | 590 kg                  | 360 kg                    | 539 kg                   | 1 541 kg                   |
| Masse du rover                                    | -                   | -                       | 10,5 kg                   | 185 kg                   | 899 kg                     |
| Contrôle durant la rentrée atmosphérique          | Non                 | Orientation uniquement  | Non                       | Non                      | Angle d'attaque            |
| Ratio portance/trainée                            | ?                   | 0,18                    | 0                         | 0                        | 0,22                       |
| Diamètre du parachute                             | 13 m                | 16 m                    | 12,5 m                    | 14 m                     | 21,5 m                     |
| Vitesse à l'ouverture du parachute                | Mach 1,4            | Mach 1,1                | Mach 1,57                 | Mach 1,77                | Mach 2                     |
| Vitesse verticale et horizontale à l'atterrissage | Vv < 4 m/s          | Vv < 2,4 m/s Vh < 1 m/s | Vv < 12,5 m/s Vh < 20 m/s | Vv < 8 m/s Vh < 11,5 m/s | Vv < 0,75 m/s Vh < 0,5 m/s |
| Méthode d'atterrissage                            | Rétrofusées         | Rétrofusées             | Coussins gonflables       | Coussins gonflables      | Grutage                    |
| Précision de l'atterrissage                       | 100 × 15 km         | 280 × 180 km            | 200 × 100 km              | 80 × 12 km               | 7 × 20 km                  |

## Caractéristiques techniques du module Schiaparelli
ExoMars EDM a la forme d'une soucoupe d'un diamètre de 2,4 mètres (1,65 mètre sans le bouclier thermique) d'une masse totale de 577 kg. Son arrivée sur Mars est programmée pour la saison des tempêtes et il est conçu pour y faire face. Il comprend un bouclier thermique avant, un bouclier arrière, un parachute, un ensemble de moteurs-fusées destinés à assurer le freinage final, un radar altimètre Doppler. Un ensemble de capteurs doit effectuer des mesures durant la descente qui sont transmises vers la Terre pour permettre de contrôler le comportement de l'atterrisseur. Celui-ci ne dispose pas de panneaux solaires et a une durée de vie limitée à  huit sols (jours martiens) en raison de la capacité de ses batteries. ExoMars EDM emporte une petite charge utile qui doit permettre d'étudier son environnement après l'atterrissage. La partie de la sonde qui se pose sur le sol martien ne pèse plus que 300 kg à l'atterrissage après séparation des bouclier et du parachute, et compte tenu de la consommation de carburant.
Le bouclier arrière en forme de cône avec un angle de 47° est réalisé en nid d'abeilles d'aluminium de 25 mm d'épaisseur, et est recouvert d'une peau en carbone de 0,3 mm d'épaisseur avec des renforts atteignant 1,2 mm. Le bouclier avant a la forme d'un cône beaucoup plus ouvert (70°) ; réalisé en nid d'abeilles de 20 mm d'épaisseur, il est recouvert d'une peau de carbone. L'isolant thermique est constitué par des tuiles en matériau ablatif utilisant du Norcoat Liège, une poudre de liège et de résine phénolique utilisée pour Beagle 2 et ARD. Son épaisseur est au maximum de 16,8 mm sur le bouclier avant, et elle va de 7,9  à   9 mm sur le bouclier arrière. Il est conçu pour résister à un flux de 2,1 kW/m2. 
Le bouclier thermique est équipé d'une batterie de capteurs qui doivent permettre de reconstituer le déroulement des opérations  :
- surveillance du comportement de la structure par des capteurs thermiques, des thermistors (sept sur le bouclier avant, trois sur le bouclier arrière) ;
- mesure de la performance aérodynamique et de la densité atmosphérique à l'aide de capteurs de pression (quatre sur le bouclier avant) ;
- contrôle des flux thermiques par des calorimètres et un radiomètre sur le bouclier arrière ;
- contrôle des sous-systèmes : accéléromètres permettant de mesurer l'impact à l'atterrissage, jauges de contrainte sur les sustentes du parachute, capteurs de pression et de température sur les conduites de carburant ;
- contrôle visuel (sous réserve) : caméra filmant les événements cruciaux comme la séparation et le déploiement du parachute.

Le parachute, qui est déployé grâce à un mortier alors que le module de descente se déplace à la vitesse de Mach 2,1, a un diamètre de douze mètres ; il comporte une fente. Il constitue une évolution de l'engin mis au point pour la sonde Huygens. La propulsion, utilisée durant la dernière phase de la descente pour ralentir l'atterrisseur, est assurée par neuf moteurs-fusées de type CHT-400 regroupés par groupes de trois. Chaque moteur a une poussée unitaire de 400 newtons et brûle de l'hydrazine stockée dans trois réservoirs d'une capacité maximum de 45 kg. Le carburant est mis sous pression par de l'hélium et est injecté à 24 bars dans les chambres de combustion. 
L'électronique embarquée comprend deux centrales à inertie, un radar altimètre Doppler permettant de connaître à la fois la vitesse et la distance du sol, un senseur solaire utilisé immédiatement après la séparation avec ExoMars TGO pour déterminer l'orientation du module de descente, deux ordinateurs de bord et quatre antennes. Ces équipements sont installés sur une plateforme qui comporte une structure qui absorbe le choc de l'atterrissage en s'écrasant. Une antenne est installée sur le bouclier arrière, qui est fonctionnelle pendant le début de la rentrée atmosphérique. L'électronique assure le guidage et permet de connaître l'altitude de l'engin avec une précision de 1,5 m à l'atterrissage. Au moment où les propulseurs sont coupés juste avant l'atterrissage, la vitesse horizontale est inférieure ou égale à un mètre par seconde, et la vitesse verticale est inférieure à deux mètres par seconde.

Diagramme comparatif entre l'orbiteur ExoMars TGO (avec l'atterrisseur Schiaparelli fixé au-dessus dans le cône de rentrée atmosphérique) et l'orbiteur Mars Express.

## Charge utile
La durée de vie au sol de l'engin spatial est limitée à huit jours, car l'énergie est fournie par des batteries qui ne sont pas rechargeables, ce qui limite l'intérêt d'instruments embarqués. Il avait été envisagé que la Russie fournisse un générateur thermoélectrique à radioisotope, ce qui aurait permis à l'atterrisseur EDM de fonctionner sur la surface de Mars pendant plusieurs mois, mais cette modification a été abandonnée car intervenant trop tard dans la conception de l'EDM. 
La charge utile de Schiaparelli comprend une petite station météorologique DREAMS, trois ensembles de capteurs ainsi qu'un équipement expérimental. Les contraintes découlant de la masse totale de l'engin spatial limitent à 3 kg la masse allouée à la charge utile.

### Ensemble instrumental DREAMS
La charge utile scientifique de Schiaparelli est une petite station météorologique DREAMS (Dust Characterisation, Risk Assessment, and Environment Analyser on the Martian Surface, soit caractérisation de poussière, évaluation des risques, et analyseur d'environnement à la surface martienne). Elle se compose d'une série de capteurs permettant de mesurer la vitesse et la direction du vent (MetWind), l'humidité (MetHumi), la pression (MetBaro), la température de surface (MarsTem), la transparence de l'atmosphère (ODS pour Optical Depth Sensor, soit capteur de profondeur optique), et l'électrification atmosphérique (MicroARES pour Atmospheric Radiation and Electricity Sensor, soit capteur d'électricité et de rayonnement atmosphérique).
La charge utile DREAMS fonctionnera comme une station environnementale pendant toute la durée de la mission EDM après l'atterrissage. DREAMS fournira les premières mesures de champs électriques à la surface de Mars (avec MicroARES). Combinées avec des mesures (à partir de l'instrument ODS) de la concentration de poussières dans l'atmosphère, DREAMS offrira de nouvelles perspectives sur le rôle des forces électriques de soulèvement de la poussière, le mécanisme qui déclenche des tempêtes de poussière. En outre, le capteur MetHumi complétera les mesures de MicroARES avec des données critiques sur l'humidité, ce qui permettra aux scientifiques de mieux comprendre le processus d'électrification de la poussière.

### Équipements destinés à vérifier les performances deSchiaparelli
Schiaparelli emporte trois équipements destinés à vérifier les performances de l'atterrisseur (caméra DECA, AMELIA, COMARS) et un équipement expérimental (INRII). 
- AMELIA (Atmospheric Mars Entry and Landing Investigation) utilise les capteurs installés sur le bouclier (trois capteurs thermiques sur le bouclier arrière, sept capteurs thermiques sur le bouclier thermique ainsi que quatre capteurs de pression) et sur le parachute ainsi que les données fournies par les accéléromètres, gyroscopes, altimètre, liaison radio pour déterminer la densité atmosphérique, température, pression et le vent depuis une altitude de 160 km jusqu'au sol. L'objectif est de reconstituer le profil vertical de l'atmosphère (pression, densité et température, vitesse du vent, densité de la poussière et de mesurer ainsi les performances de Schiaparelli durant la descente[15].
- parmi les capteurs utilisés par AMELIA figurent les capteurs COMARS (Combined Aerothermal and Radiometer Sensors Instrument Package) installés sur le bouclier arrière qui sont destinés à mesurer le comportement de la couche d'air qui se forme à cet endroit et dont la modélisation est particulièrement difficile. Chacun des trois capteurs mesure la pression statique, le flux calorique radiatif ainsi que la quantité de chaleur transférée par les gaz chauds au bouclier arrière par le processus radiatif[15].
- la caméra DECA prend quinze photos monochromes durant la descente dans le but de fournir des données sur le déroulement de celle-ci et d'aider à localiser le site d’atterrissage. Elle n'est pas conçue pour fonctionner une fois que Schiaparelli est posé sur le sol martien[15].
- le réflecteur laser passif de type coin de cube. INRRI  (the INstrument for landing - Roving laser Retroreflector Investigations) sera utilisé une fois Schiaparelli au sol pour tester une technique de repérage d'un engin au sol par les satellites en orbite utilisant des altimètres lasers. Il doit permettre de déterminer par télémétrie laser la position précise de l'atterrisseur mais également dans le futur (il restera utilisable après l'arrêt de l'activité de Schiaparelli) d'initialiser un quadrillage géodésique de la planète[15].

## Déroulement de la mission

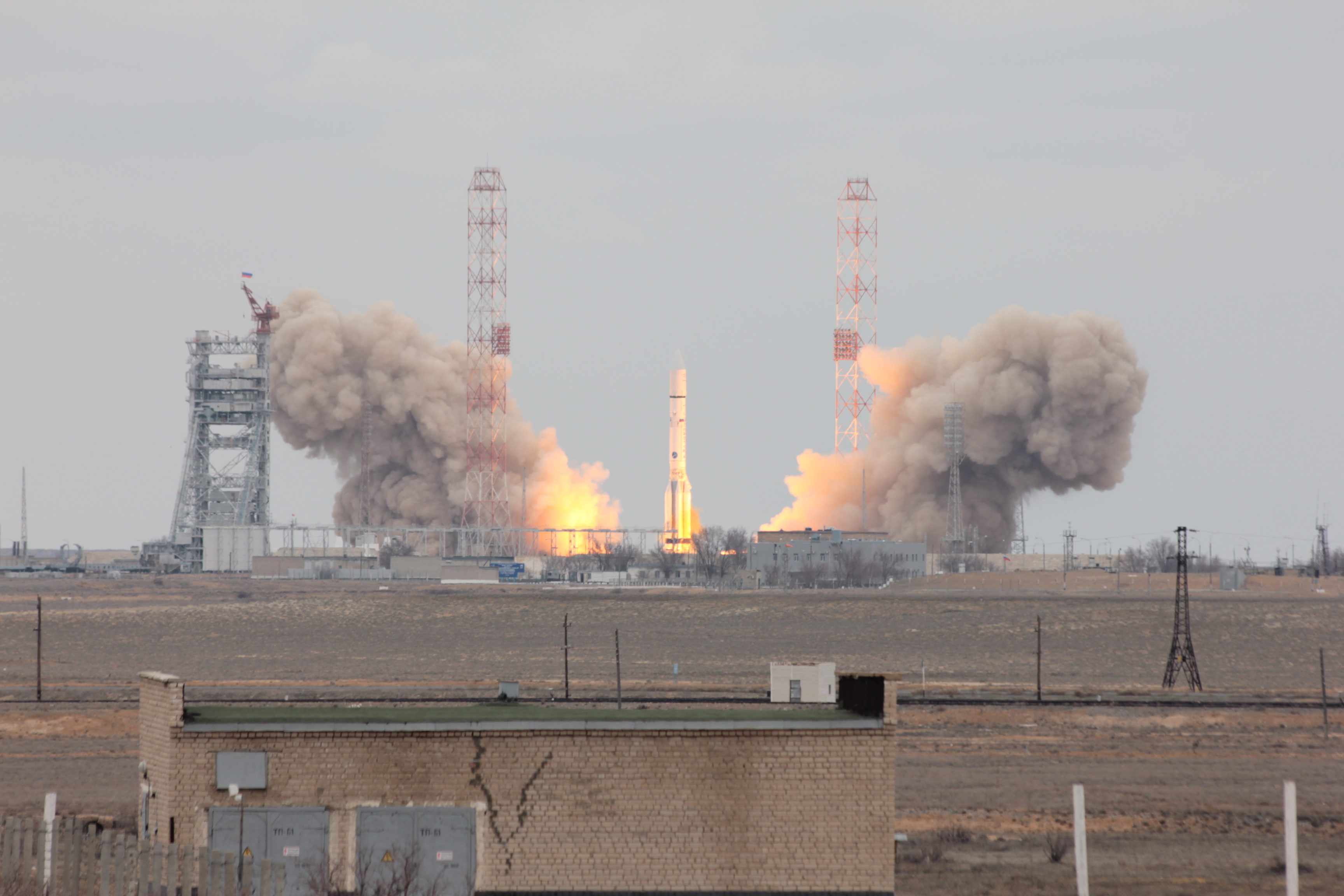
Lancement de la mission ExoMars 2016 qui transporte le démonstrateur Schiaparelli.

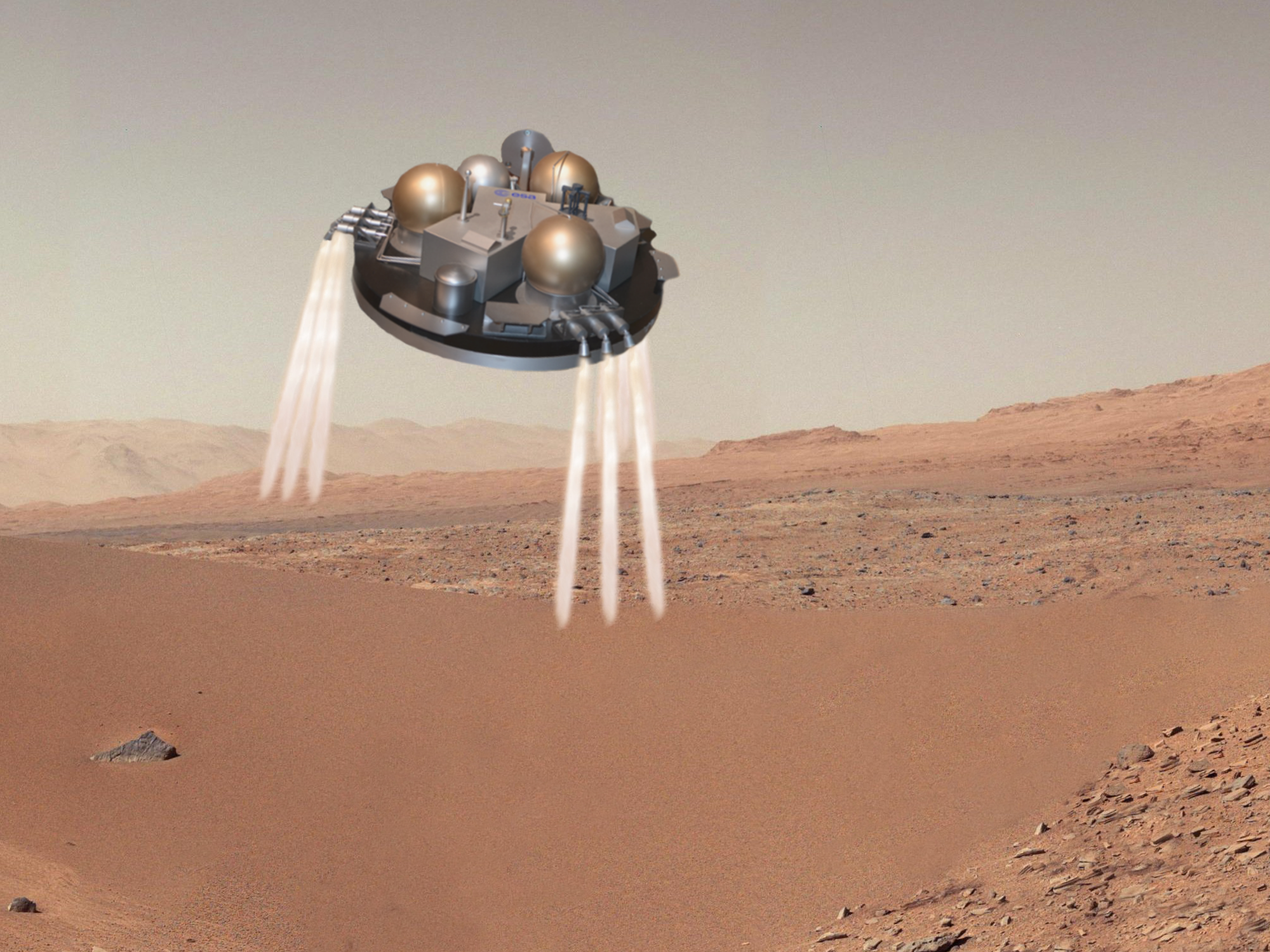
Atterrissage sur Mars dans sa phase finale (vue d'artiste).

### Lancement et transit vers Mars (mars à octobre 2016)
L'atterrisseur Schiaparelli a été lancé avec l'orbiteur martien ExoMars Trace Gas Orbiter également développé par l'Agence spatiale européenne. La fenêtre de lancement était comprise entre le 14 et le 25 mars 2016. Les deux engins spatiaux ont été lancés le 14 mars 2016 par une fusée Proton-M/Briz-M depuis le cosmodrome de Baïkonour. 
Schiaparelli était fixé à l'orbiteur et devait rester inactif jusqu'à l'arrivée à proximité de Mars. Quelques jours avant l'insertion en orbite autour de Mars de ExoMars Trace Gas Orbiter, l'atterrisseur devait s'en détacher et poursuivre une trajectoire purement inertielle jusqu'à la rentrée dans l'atmosphère de Mars. Une fois posé sur le sol de Mars, l'atterrisseur dont la seule source d'énergie était constituée par des batteries, devait fonctionner durant environ huit jours en transmettant des données recueillies par ses instruments à l'orbiteur de la NASA MRO.

### Séparation et descente sur le sol martien (16-19 octobre 2016)
Le 16 octobre 2016, trois jours avant l'arrivée sur Mars, Schiaparelli se détache de son vaisseau porteur ExoMars Trace Gas Orbiter (TGO) pour que celui-ci puisse manœuvrer à temps afin de ne pas pénétrer dans l'atmosphère comme l'atterrisseur. Avant le largage, TGO adopte une orientation précise pour que la trajectoire de Schiaparelli, qui est dépourvu de propulsion, l'amène directement sur le site d'atterrissage visé. Des ressorts inclinés sont libérés et repoussent Schiaparelli qui s'éloigne à une vitesse de 32 cm/s avec une vitesse de rotation de 2,7 tours par seconde destinée à stabiliser sa trajectoire,.
L'atterrisseur entame sa descente vers le sol martien le 19 octobre vers 14 h 42 UTC. Le grand radiotélescope de Pune en Inde se met à l'écoute de la radio de Schiaparelli, un signal très faible conçu pour être capté par les orbiteurs martiens 75 minutes avant que l'engin n'entame la traversée de l'atmosphère. Par ailleurs, la trajectoire de Trace Gaz Orbiter et les orbites des engins déjà sur place (Mars Express de l'ESA, MRO et MAVEN de la NASA) ont été choisies de manière que ceux-ci reçoivent les données télémétriques de l'atterrisseur durant sa descente. Le signal reçu à la fois par le radiotélescope indien et Mars Express, démontre que Schiaparelli a survécu à la rentrée atmosphérique à grande vitesse et qu'il a pu larguer successivement le bouclier thermique avant puis arrière. Cependant, le signal s'interrompt peu après cette phase et la mise à feu des rétrofusées qui n'ont fonctionné que 3 à 4 secondes au lieu des 30 secondes programmées.
L'analyse révèle que le bouclier thermique a correctement réalisé sa fonction de freinage aérodynamique. Le parachute s'est ensuite correctement déployé, mais les dynamiques induites ont brièvement saturé la centrale inertielle avec pour effet une erreur d'estimation d'altitude de Schiaparelli par l'ordinateur de bord entraînant l'éjection prématurée du parachute et le fonctionnement des 3 × 3 rétrofusées pendant seulement quelques secondes à 3,7 km au-dessus du sol. En conséquence, Schiaparelli a effectué une chute libre de 3-4 kilomètres de hauteur dans l'atmosphère martienne, avant de venir percuter le sol à la vitesse substantielle de plus de 300 kilomètres par heure.
| Phase                    | Date            | Temps écoulé depuis la rentrée dans l'atmosphère                  | Altitude | Vitesse verticale | Événement                                                         |
| ------------------------ | --------------- | ----------------------------------------------------------------- | -------- | ----------------- | ----------------------------------------------------------------- |
| Lancement et transit     | 14 mars 2016    |                                                                   |          |                   | Lancement                                                         |
| Lancement et transit     | 16 octobre 2016 | Le module Schiaparelli se sépare de l'orbiteur Trace Gas Orbiter  |          |                   |                                                                   |
| Descente et atterrissage | 19 octobre      | 0                                                                 | 121 km   | 21 000 km/h       | Début de la rentrée dans l'atmosphère martienne                   |
| Descente et atterrissage | 19 octobre      | 1 minute 12 secondes                                              | 45 km    | 19 000 km/h       | Pic de l'échauffement du bouclier thermique                       |
| Descente et atterrissage | 19 octobre      | 3 minutes 21 secondes                                             | 11 km    | 1 700 km/h        | Ouverture du parachute                                            |
| Descente et atterrissage | 19 octobre      | 4 minutes 1 seconde                                               | 7 km     | 320 km/h          | Largage du bouclier thermique avant                               |
| Descente et atterrissage | 19 octobre      | 5 minutes 22 secondes                                             | 1,2 km   | 240 km/h          | Largage du bouclier thermique arrière et du parachute             |
| Descente et atterrissage | 19 octobre      | 5 minutes 23 secondes                                             | 1,1 km   | 250 km/h          | Mise à feu des moteurs-fusées                                     |
| Descente et atterrissage | 19 octobre      | 5 minutes 26 secondes                                             | 0,9 km   | 252 km/h          | Manœuvre destinée à éviter une collision avec le bouclier arrière |
| Descente et atterrissage | 19 octobre      | 5 minutes 41 secondes                                             | 2 mètres | 4 km/h            | Arrêt de la propulsion ; le module est en chute libre             |
| Descente et atterrissage | 19 octobre      | 5 minutes 42 secondes                                             | 0 mètres | 10 km/h           | Atterrissage                                                      |
| Opérations au sol        | 19 octobre      |                                                                   |          |                   | Début des opérations scientifiques                                |
| Opérations au sol        | vers 27 octobre | Fin des opérations scientifiques (batteries électriques épuisées) |          |                   |                                                                   |

### Échec partiel de la mission
Des images fournies par la caméra Context CTX de l'orbiteur martien de la NASA MRO avec une résolution de six mètres permettent d'identifier avec certitude le site de l'impact de Schiaparelli ainsi que le parachute de quinze mètres qui repose environ 900 mètres plus loin. En s'écrasant, l'atterrisseur a labouré le sol en laissant une trace de quinze mètres sur quarante. Il est possible que l'énergie de l'impact ait été augmentée par l'explosion de l'hydrazine dont il devait rester environ 90 % dans les réservoirs. L'impact se trouve à environ 5,4 km vers l'ouest du centre de l'ellipse prévue pour l'atterrissage, ce qui montre que Schiaparelli avait suivi une trajectoire nominale jusqu'à la défaillance à l'origine de l'échec de la mission. Les ingénieurs de l'Agence spatiale européenne disposent d'environ 600 mégaoctets de données transmises durant la descente qui vont être analysées[Quand ?] pour identifier l'origine de la défaillance. Les photographies qui devaient être prises durant la phase finale de la descente n'ont pas pu être transmises. L'orbiteur MRO effectue un nouveau passage au-dessus du site, prenant des photos avec HiRISE, capable d'atteindre une résolution de 30 cm,,,. Malgré l'échec de l'atterrissage, Schiaparelli a néanmoins permis de valider les phases d'entrée et de descente.

### Origine et chronologie de la défaillance
L'enquête menée par l'Agence spatiale européenne à partir des télémesures transmises par Schiaparelli a permis de déterminer l'origine de la défaillance qui a fait l'objet d'un premier communiqué fin novembre 2016 puis d'un rapport final publié le 24 mai 2017, détaillant la chronologie et la cause de l'échec de l'atterrissage :
- le début de la rentrée atmosphérique s'est déroulée de façon nominale. La sonde a pénétré l'atmosphère martienne à une vitesse de 21 000 km/h, puis a été ralentie durant trois minutes par son bouclier thermique jusqu’à atteindre des vitesses encore supersoniques mais néanmoins compatibles avec l’ouverture du grand parachute ;
- 3 min 1 s après le début de la rentrée atmosphérique, la sonde se trouvait à une altitude de 12 km avec une vitesse de descente de 1 730 km/h lorsque le grand parachute est déployé. Il se gonfle aussitôt d'un coup, ce qui secoue rudement la sonde et la fait tournoyer dans tous les sens. « La rotation de la capsule est restée normale, mais il y a eu des mouvements en lacet et en tangage plus forts que ce que prévoyaient les simulations, d’environ 180 degrés par seconde au lieu de 150 degrés par seconde » indique Thierry Blancquaert, responsable de l’atterrisseur à l’ESA. Ces oscillations de la capsule ont été plus fortes et plus longues que prévu (1 seconde entière mesurée contre quelques millisecondes seulement envisagées) et ont donc induit la saturation du capteur de mesure angulaire ;
- 3 min 57 s après le début de la rentrée atmosphérique, Schiaparelli est à 6 km au-dessus du sol et active son radar d'altitude. C'est un radar Doppler placé sous la sonde qui mesure en biais si la sonde n'est pas parfaitement à l'horizontale. L'ordinateur de bord utilise le capteur de mesure angulaire pour déterminer la valeur du cosinus à appliquer à la mesure du radar Doppler, pour ainsi calculer la hauteur à l'aplomb de la capsule par rapport au sol martien. Mais « le calcul d’orientation a été faussé de plus de 200 degrés » précise Thierry Blancquaert. L'ordinateur de bord en a alors déduit que la sonde se trouvait en position complètement renversée (la tête en bas), ce qui n'est pas le cas puisque Schiaparelli était encore suspendu sous son parachute ;
- 4 min 27 s après le début de la rentrée atmosphérique, Schiaparelli est à 4,3 km au-dessus du sol. Trompé sur l'orientation réelle de la sonde, l'ordinateur de bord de l'atterrisseur calcule de manière erronée que la hauteur au sol de la sonde est négative (inférieure donc au niveau de la surface). « L’atterrisseur interprète cette valeur aberrante comme le signe qu’il a déjà atterri, ce qui entraîne la fin de la séquence de descente, avec le largage prématuré du parachute et un fonctionnement beaucoup trop court des rétrofusées » conclut Thierry Blancquaert. Le parachute est largué 34 secondes trop tôt ;
- 4 min 31 s après le début de la rentrée atmosphérique, la sonde est encore à 3,7 km d’altitude lorsque les rétrofusées s'arrêtent après seulement 3 secondes de fonctionnement au lieu des 29 secondes prévues. S’ensuivent alors 33 secondes de chute libre.
- 5 min 4 s après le début de la rentrée atmosphérique, Schiaparelli se désintègre en percutant le sol martien à 540 km/h[29],[30]. Ses réservoirs d'hydrazine encore quasiment pleins en raison du bref fonctionnement des rétrofusées explosent.

| Date       | Temps écoulé depuis la rentrée dans l'atmosphère | Altitude | Vitesse verticale | Événement                                                                               |
| ---------- | ------------------------------------------------ | -------- | ----------------- | --------------------------------------------------------------------------------------- |
| 19 octobre | 0                                                | 121 km   | 21 000 km/h       | Début de la rentrée dans l'atmosphère martienne.                                        |
| 19 octobre | 3 minutes 1 seconde                              | 12 km    | 1 730 km/h        | Ouverture du grand parachute et saturation du capteur de mesure angulaire.              |
| 19 octobre | 3 minutes 57 secondes                            | 6 km     |                   | Mauvaise interprétation de la position de la sonde par l'ordinateur de bord.            |
| 19 octobre | 4 minutes 27 secondes                            | 4,3 km   |                   | Largage du bouclier thermique arrière et du parachute et mise à feu des moteurs-fusées. |
| 19 octobre | 4 minutes 31 secondes                            | 3,7 km   |                   | Arrêt des moteurs-fusées ; le module est en chute libre.                                |
| 19 octobre | 5 minutes 4 secondes                             | 0 km     | 540 km/h          | Écrasement sur le sol martien.                                                          |

### Site d'atterrissage
Le site d'atterrissage prévu de Schiaparelli est une ellipse de 100 km sur 15 km centrée par 353° est et 2° sud, située dans Meridiani Planum à une altitude de −1 424 mètres. Il se trouve non loin du site d'atterrissage du rover Opportunity. La zone d'impact probable de l'atterrisseur est localisée par 353,79° est et 2,07° sud, à environ 5,4 km vers l'ouest du centre de l'ellipse d'atterrissage prévue et à 54 km de la position où se situait à l'instant du crash le rover Opportunity.

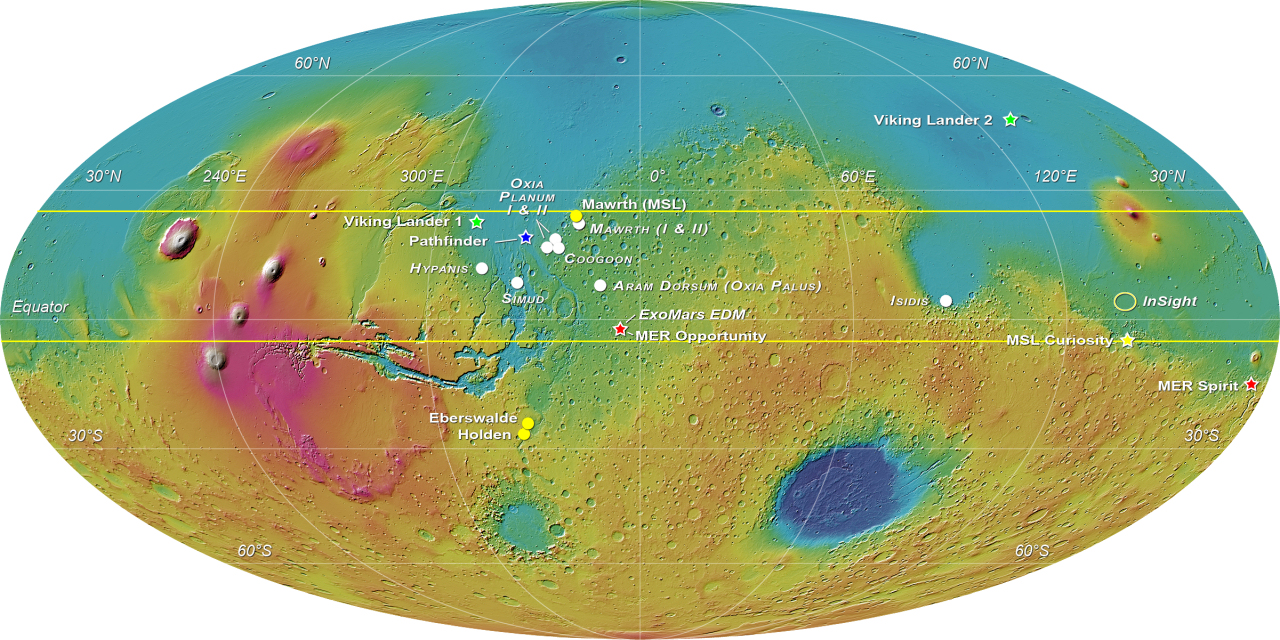
Le site d'atterrissage prévu de Schiaparelli est marqué d'une étoile rouge au centre de cette carte topographique de Mars.